# Asahikawa

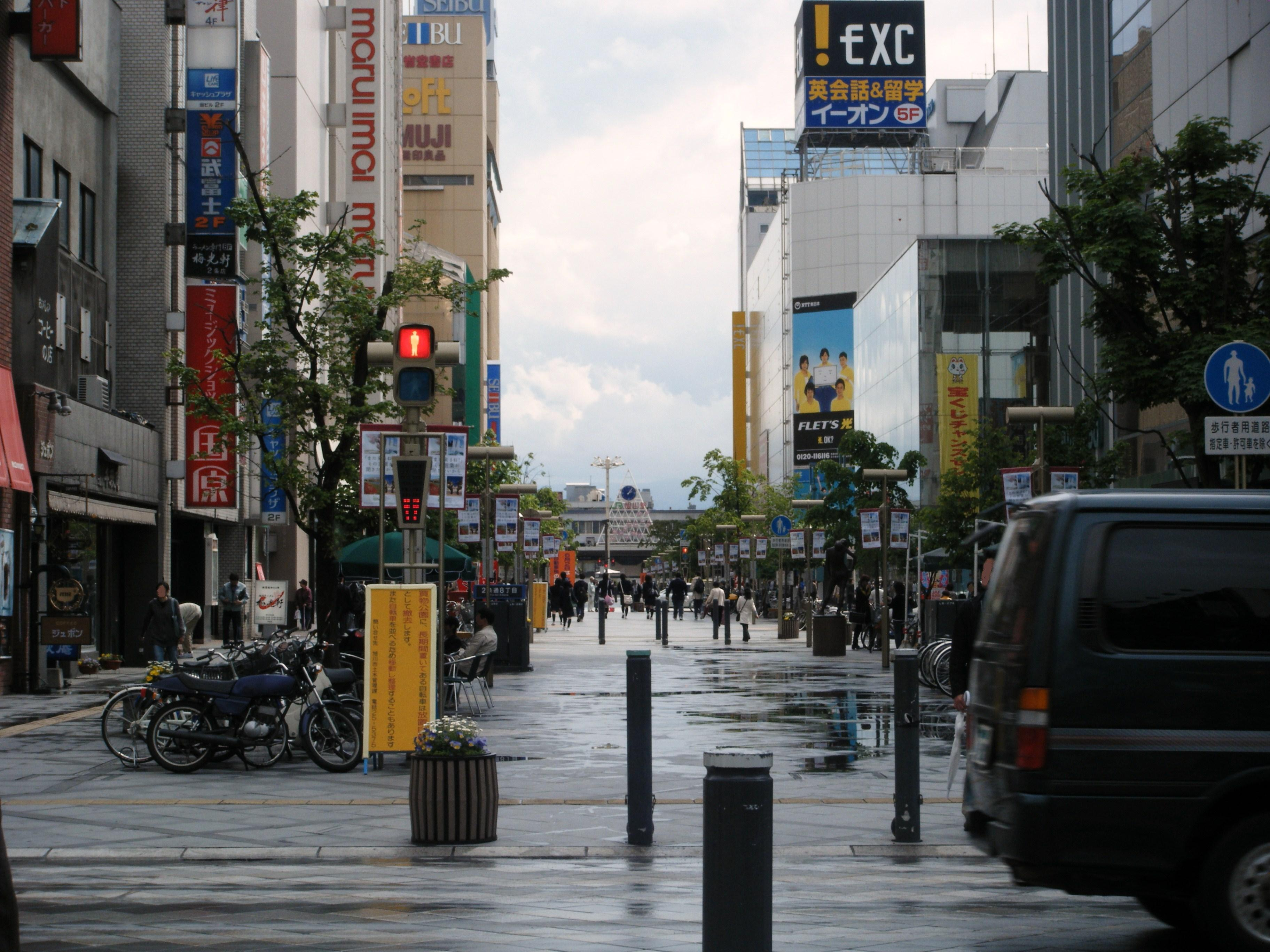
Strada Heiwa

Asahikawa (旭川市 Asahikawa-shi?) este un municipiu din Japonia, prefectura Hokkaidō.